# Gäddgölen (Frödinge socken, Småland)
Gäddgölen är en sjö i Vimmerby kommun i Småland och ingår i Botorpsströmmens huvudavrinningsområde.